# Mîkolaiivka, Petrîkivka
Mîkolaiivka (în ucraineană Миколаївка) este o așezare de tip urban din raionul Petrîkivka, regiunea Dnipropetrovsk, Ucraina. În afara localității principale, nu cuprinde și alte sate.

## Demografie
Componența lingvistică a așezării de tip urban Mîkolaiivka
     Ucraineană (93,15%)
     Rusă (6,3%)
Conform recensământului din 2001, majoritatea populației așezării de tip urban Mîkolaiivka era vorbitoare de ucraineană (93,15%), existând în minoritate și vorbitori de rusă (6,3%).